# Lamproie marine
Petromyzon marinus
Pour les articles homonymes, voir Lamproie.
Genre
Espèce
Statut de conservation UICN

 LC  : Préoccupation mineure
La lamproie marine (Petromyzon marinus) est une espèce d'agnathes. Elle vit dans l'Atlantique Nord et est trouvée sur les littoraux atlantiques de l'Europe et d'Amérique du Nord, ainsi qu'en Méditerranée occidentale, et en Amérique du Nord dans les Grands Lacs.
Anguilliforme, brun ou gris sur le dos et blanc ou en gris sur le dessous, ce poisson atteint jusqu'à 90 cm (et autrefois 1 m selon les témoignages du XIXe ou début XXe siècle).
Les lamproies adultes s'attaquent à une grande variété de poissons en utilisant leur ventouse buccale pour se coller à la peau d'un poisson. Leurs dents peuvent râper la peau et les écailles et pénétrer la chair du poisson. La lamproie peut ensuite aspirer les fluides de la chair du poisson parasité, sa salive contenant des anticoagulants. Les victimes peuvent mourir d'une perte excessive de sang ou d'une infection.

## Cycle de vie
Les jeunes sortent de l'œuf au stade larvaire. Ils sont aveugles, mais néanmoins sensibles à la lumière. Leur bouche a la forme d'une ventouse, mais sans dents. Ils vont vivre 3 à 7 ans, enfouis dans la vase où des substrats sablo-vaseux en se nourrissant par filtration. Une fois qu'elles ont atteint une certaine longueur, les larves se métamorphosent ensuite en jeunes lamproies qui entament une vie parasitaire en se nourrissant des tissus et du sang du poisson hôte. Elles migrent vers la mer (c'est la dévalaison). Elles y deviennent adultes et après un ou deux ans, devenues sexuellement matures, elles cessent de se nourrir et remontent alors vers les sources où elles vont frayer puis mourir. Et le cycle reprend.

## Habitat, répartition
La lamproie marine passe en mer une partie de son cycle de vie, le long du plateau continental ou près des côtes, jusqu'à au moins 110 m de profondeur, mais c'est un anadrome qui, comme le saumon, remonte les fleuves et rivières pour venir se reproduire en eaux douces.
En France, l’espèce est considérée comme étant menacée d'extinction.

## Description

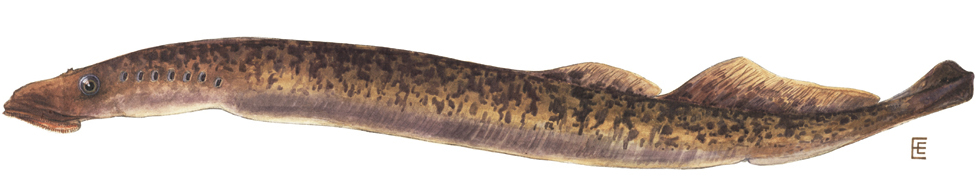
Petromyzon marinus, adulte, vue de profil.

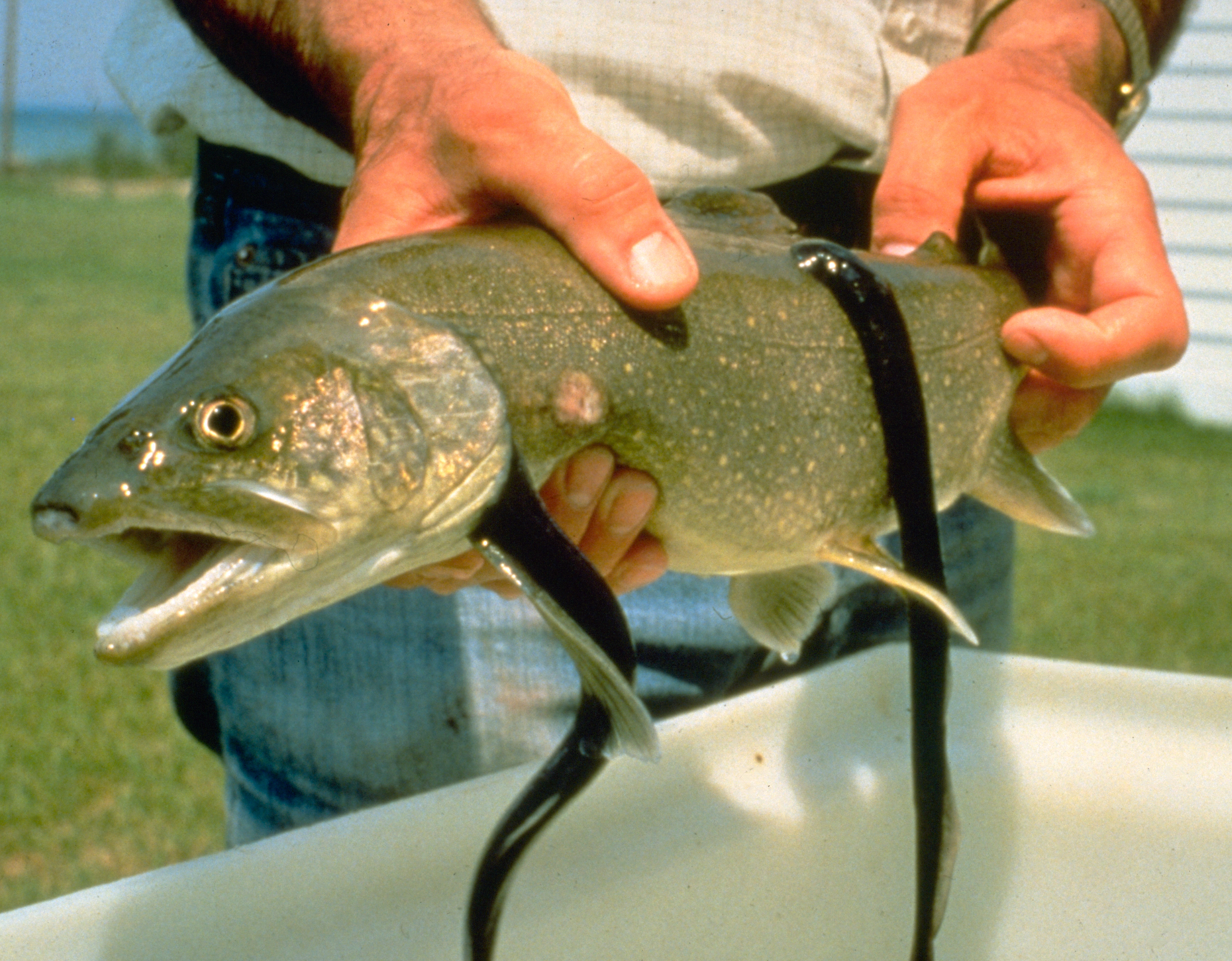
Les lamproies peuvent s'accrocher à diverses espèces de poisson, pour se faire transporter quand elles sont jeunes ou pour se nourrir quand elles sont plus âgées ; ici sur un omble du Canada. Alors que les lamproies régressent en Europe, elles montrent un comportement invasif dans les lacs d'Amérique du Nord où elles ont été introduites.

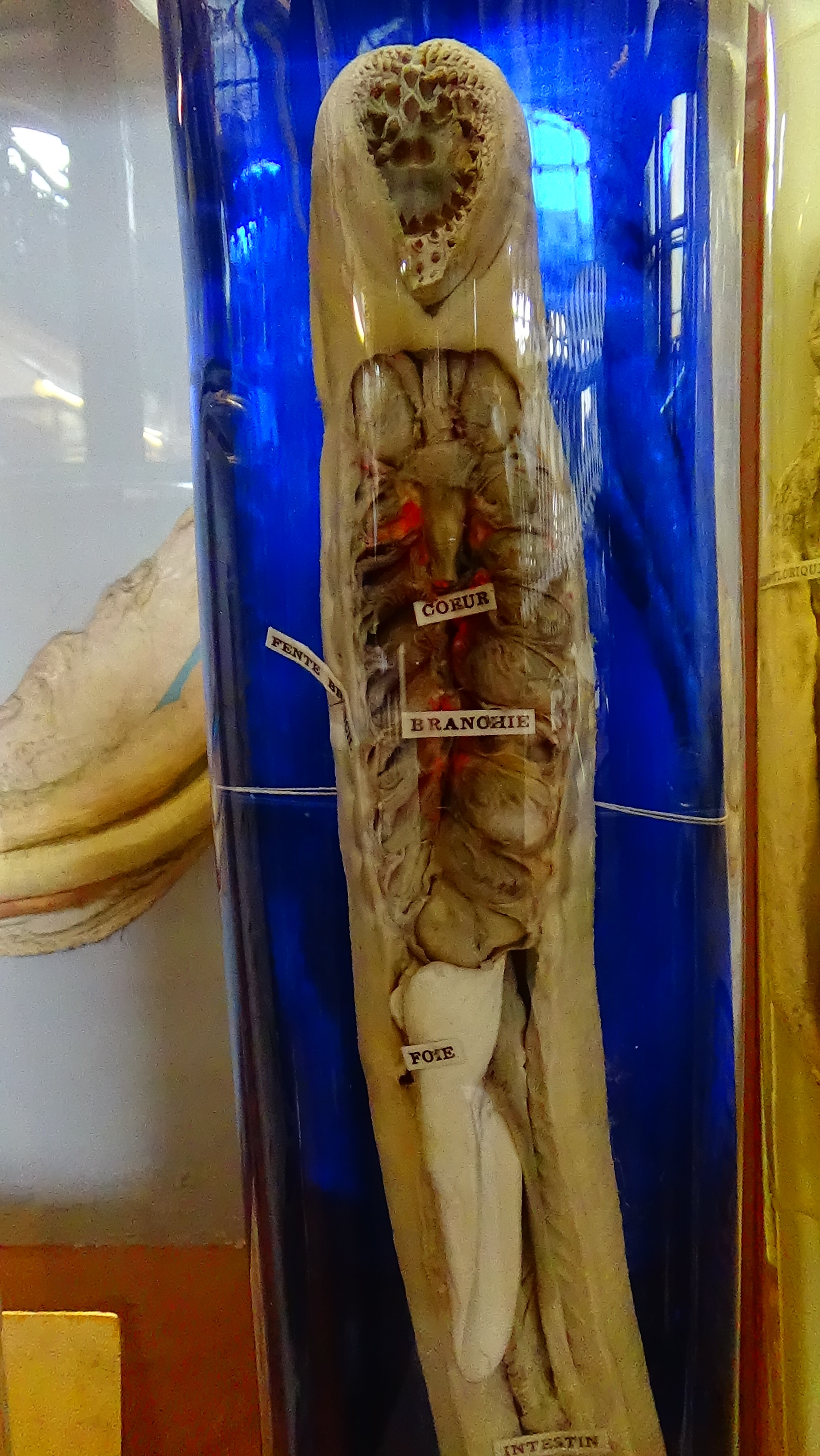
Petromyzon marinus - grande lamproie - appareil digestif, respiratoire et génital - mnhn Paris1

La lamproie marine n'a pas de mâchoire mais un disque buccal garni de nombreuses pointes cornées et d'une lame courte armée de deux pointes contiguës − alors que les autres poissons, dans leur grande majorité ont deux mâchoires, c'est-à-dire la partie mobile et celle qui est fixe. Son corps est marbré.
Elle a deux petits yeux.
Elle possède deux longues nageoires dorsales distinctes.
- Taille maximale du mâle : 120 cm.
- Masse maximale connue : 2 kg.
- Longévité maximale connue : 9 ans.

## Système sanguin particulier
Cet animal, comme l'anguille ou la myxine, est adapté à des environnements, des salinités et des profondeurs très diverses.
L'hémoglobine de cet animal intéresse les scientifiques car il présente un mélange curieux et tout à fait unique de caractères et propriétés à la fois primitifs et hautement spécialisés. D'un poids moléculaire d'environ 17 kDa, comme celui de l'hémoglobine musculaire, il contient apparemment un hème. Son point isoélectrique est celui d'une hémoglobine typique d'invertébré. Les acides aminés qui la compose ne sont cependant qu'en partie caractéristiques des hémoglobines d'invertébrés, pour l'autre partie, ils évoquent plutôt une  hémoglobine de vertébrés . Une étude a mesuré la courbe d'équilibre en oxygène de ce pigment à différents pH ; c'est une hyperbole rectangulaire comme celle qu'on observe avec l'hémoglobine du muscle des vertébrés. L'hémoglobine d'invertébrés tels que le ver Nippostrongylus ou celui de certaines larves de mouches de la famille des Oestridae (qui sont des parasites d'animaux vivants) semblent principalement servir au stockage de l'oxygène et peu à son transport. l'hémoglobine de la lamproie est au contraire un agent efficace du transport de l'oxygène grâce à une affinité assez faible pour l'oxygène et un très grand effet Bohr ; il rivalise avec les hémoglobines plus efficace trouvées dans le sang des vertébrés.

## Consommation par l'homme
La lamproie marine est traditionnellement consommée en Europe (région bordelaise, Portugal), mais pas en Amérique du Nord, où les autorités ont invité les consommateurs à mieux tenir compte du taux de mercure dépassant fréquemment les normes chez certains poissons.
Sa chair était déjà jugée délicate dans l'antiquité : le poète Horace a chanté les lamproies dans ses vers, en tant que mets culinaire. Elle était appréciée au Moyen Âge.
Actuellement, les captures suffisent à peine aux demandes locales où la lamproie marine est utilisée dans des préparations typiquement régionales comme la « lamproie à la bordelaise ». Sa chair a un goût d'ail et elle est très salée du côté du gras.

## Répartition géographique
Atlantique Nord-Est, de l'Islande et du Nord de la Norvège jusqu'au Maroc, Atlantique Nord-Ouest, mer Baltique, Méditerranée Ouest.

## Espèce invasive là où elle a été introduite
Au XIXe siècle, elle a pénétré et colonisé les Grands Lacs américains, où elle se montre inhabituellement « nuisible », en attaquant les espèces locales,. Depuis, dans la région des Grands Lacs, cette lamproie est considérée comme un ravageur invasif.
- Elle y serait venue des Finger Lakes et du lac Champlain (États de New York et du Vermont) et aurait rencontré des populations non habituées aux lamproies et se laissant apparemment plus facilement parasiter qu'ailleurs. Son caractère indigène ou non dans le lac Ontario n'est pas clair. Elle n'y aurait été remarqué qu'à partir des années 1830, ce qui n'exclut pas une présence antérieure discrète. Elle pourrait aussi avoir été introduite à la faveur du creusement du canal Érié (ouvert en 1825)[14]. Une hypothèse est que des améliorations au canal Welland en 1919 aient permis une propagation du lac Ontario vers le lac Érié, et alors qu'elle n'avait jamais été abondante dans les Grands Lacs, elle s'est répandue dans le lac Michigan, Huron et Supérieur, où elle aurait décimé les populations de poissons indigènes dans les années 1930 et 1940.
- Les pêcheurs locaux considèrent que ces lamproies ont un parasitisme agressif sur des espèces prédatrices clés et poissons de pêche sportive, et qu'elle est responsable d'un déséquilibre écologique en ayant éliminé ou fait régresser de nombreuses espèces prédatrices (touladi, grand corégone, chevesnes, et cisco de lac), ce qui a d'une part peut être favorisé certaines maladies, et d'autre part permis (faute de prédateurs) la pullulation du gaspareau (autre espèce envahissante), avec des effets néfastes sur de nombreuses espèces de poissons indigènes.
- On reconnait maintenant que l'omble du Canada (dit truite de lac) joue un rôle vital dans l'écosystème du lac Supérieur. Le touladi y est considéré comme prédateur subaquatique principal, ce qui signifie que tout le système du lac repose sur sa présence pour être sain et diversifié. La disparition d'un tel prédateur implique que le système entier est affecté. La lamproie semble avoir trouvé un avantage concurrentiel dans le système des lacs où elle n'a pas de prédateurs et où ses proies semblent manquer de défenses contre elle. On lui attribue aux États-Unis un grand rôle dans la régression des populations de touladi du lac Supérieur, mais il est possible que son introduction dans les grands lacs, ait agi en synergie avec des pratiques non durables de pêche et avec certains polluants qui ont pu diminuer les capacités de résistance au parasitisme des poissons prédateurs des grands lacs).
- On essaie de lutter contre elle en utilisant une famille spéciale de pesticides dits lampricides. Et en introduisant dans les rivières, au moment de la reproduction, des mâles stérilisés avec un chimiostérilisant (bisazir) pour tromper les femelles.
- Dans le but de limiter leur prolifération, les Américains ont érigé une barrière à Notre-Dame-de-Stanbridge, dans la région administrative de la Montérégie au Québec. C'est dans le ruisseau Morpions, de cette petite municipalité, que les lamproies marines viennent frayer chaque année. D'ici la mi-juin[Passage à actualiser], on prévoit de capturer des milliers de spécimens, avant qu'ils ne se reproduisent, ceci afin de protéger l'industrie de la pêche dans le lac Champlain. Les responsables de la Faune américaine, du United States Fish and Wildlife Service et du Vermont Fish and Wildlife Department, veulent donc empêcher que cette espèce parasitaire continue de décimer la population de truites grises de lac et de saumons Chinook du lac Champlain[15].